# Massacre de Cologne
Le massacre de Cologne est une tuerie scolaire qui eut lieu dans une école élémentaire catholique de Volkhoven, un quartier de Cologne en Allemagne, le 11 juin 1964. L'auteur du massacre était Walter Seifert (né en 1921 et mort en 1964) qui tua 8 élèves et deux enseignants, avant de se donner la mort. Il a utilisé un lance-flammes artisanal et une lance pour attaquer ses victimes. Au cours de sa fuite, il absorba du pesticide à base de parathion éthyl et mourut à l'hôpital quelques heures plus tard,,.

## Déroulement

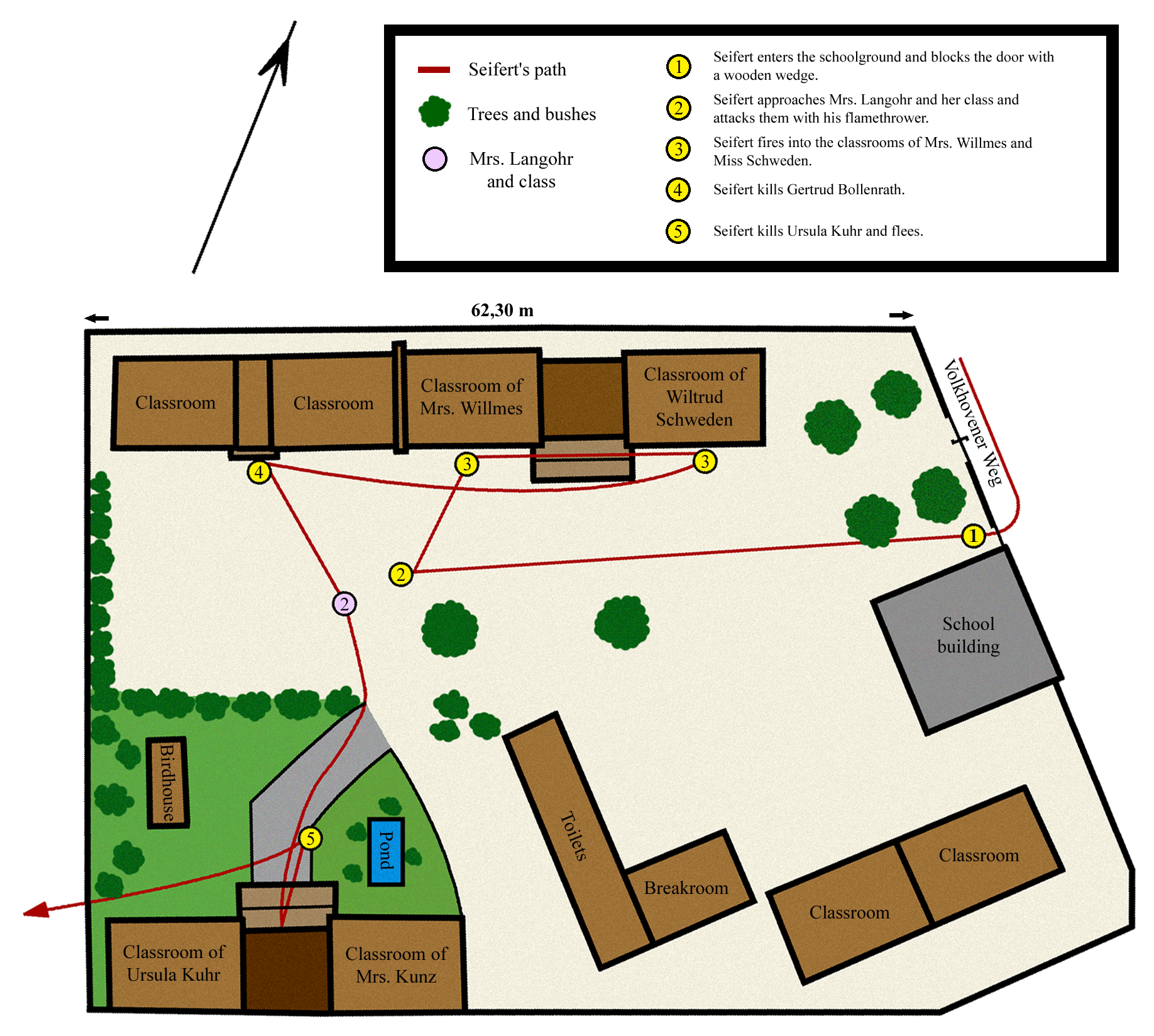
Déplacements de Walter Seifert.

Le 11 juin 1964, peu après 9h00, Seifert s’approche de la cour de l’école avec un lance-flammes artisanal, une lance et une massue. L’école est constituée d’un bâtiment principal et de quatre baraques de bois contenant chacune deux classes pour un total de 8 professeurs et de 380 élèves.
Lorsque Seifert entra dans l'enceinte de l'école par la plus petite des deux portes, il fut aperçu par trois gardes qui le prenaient pour un mécanicien qui essayait de réparer la serrure cassée de la porte et lui demandèrent ce qu'il faisait là. Seifert les ignora et, après avoir bloqué la porte avec un coin en bois, il se dirigea vers l'enseignante Anna Langohr qui enseignait le sport à un groupe de filles dans la cour d'école. Lorsque Langohr, qui connaissait Seifert, lui demanda si elle pouvait l'aider, il alluma son lance-flammes et l'attaqua, elle et les filles.
Seifert se rendit ensuite à l'une des baraques, brisa les fenêtres avec la massue et pointa son arme sur les enfants dans les salles de classe pour ensuite l’incendier. Il a continué à attaquer les gens qui couraient et sautaient hors du bâtiment en flammes jusqu'à ce que son lance-flammes tombe en panne de carburant, après quoi il l'a jeté. Lorsque le professeur Gertrud Bollenrath est sorti de la cour de l'école, Seifert l'a mortellement poignardée dans la poitrine avec sa lance et s'est approché de la baraque où enseignaient Ursula Kuhr et Mme Kunz. Les deux femmes ont essayé de garder les portes fermées, mais Seifert a réussi à en ouvrir une et à faire perdre l'équilibre à Kuhr. Après qu'elle est tombée dans l'escalier et a atterri par terre devant l'immeuble, Seifert l'a poignardée dans les deux jambes et une fois entre ses épaules.
Seifert a ensuite fui l'enceinte de l'école et a avalé du E605, un insecticide toxique, dans l'espoir de se suicider, mais comme la substance a été diluée, il n'est pas mort immédiatement. Poursuivi par 20 à 30 personnes, il courut vers un remblai de chemin de fer où il tenta de repousser ses poursuivants avec sa lance. Lorsque la police est arrivée sur les lieux à 09h38, il a tenté de poignarder l'un des policiers, mais a finalement été immobilisé avec une balle dans la jambe. Il a été arrêté et emmené à l'hôpital universitaire de Lindenthal où il a été interrogé à plusieurs reprises, avant de mourir à 20h35.
L'attaque avait duré environ 15 minutes. Ursula Kuhr est morte sur les lieux, tandis que Gertrud Bollenrath a succombé à ses blessures à l'hôpital à 13h00. Avec les professeurs Anna Langohr et Wiltrud Schweden, vingt-huit étudiants ont été emmenés dans des hôpitaux, certains d'entre eux brûlés à 90 % de leur corps. Huit des élèves sont morts dans les semaines suivantes,.

## Victimes

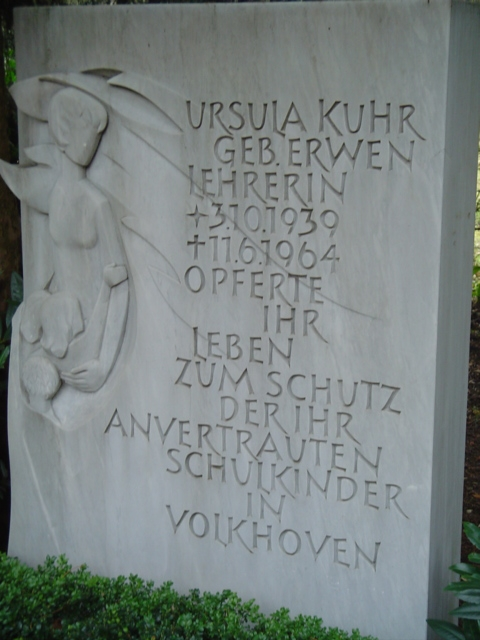
Stèle mortuaire d’Ursula Kuhr, l'une des deux institutrices tuées lors du massacre de Cologne.

- Professeurs :
  - Gertrude Bollenrath, 62 ans[6]
  - Ursula Kuhr, 24 ans[6]
- Élèves :
  - Dorothea Binner, 9 ans[7]
  - Renate Fühlen, 9 ans[6]
  - Ingeborg Hahn, 9 ans[8]
  - Ruth Hoffmann, 10 ans[9]
  - Klara Kröger, 9 ans[6]
  - Stephan Lischka, 9 ans[6]
  - Karin Reinhold, 11 ans[10]
  - Rosel Röhrig, 12 ans[6]

## Le tueur
Willi Walter Seifert (19 juin 1921 - 11 juin 1964) est né à Bickendorf, un quartier de Cologne. Il était le fils d'un broyeur de verre et avait un frère. De 1927 à 1935, il étudia à la Volksschule d'Ehrenfeld et commença ensuite un apprentissage de métallurgiste dans une usine de machines qu'il termina avec succès en 1939. En 1941, il fut enrôlé dans la Luftwaffe et étudia à la Waffentechnische Schule der Luftwaffe pour une année. À la fin de la guerre, il était Waffenunteroffizier d'une batterie antiaérienne et ensuite prisonnier de guerre pendant plusieurs mois.
Seifert travailla pour une usine automobile de Cologne avant de rejoindre le Schutzpolizei le 14 novembre 1945. Le 23 août 1946, il fut traité pour un catarrhe bronchique et un examen par un spécialiste le 5 septembre lui diagnostiqua une tuberculose pulmonaire droite, entraînant son licenciement de la police le 30 septembre, car il était inapte au service. Dès lors, Seifert tenta de faire valoir ses droits à la subsistance, se sentant injustement traité par le gouvernement qui, selon lui, le trompait de sa pension de guerre.
En 1953, sa tuberculose a été jugée inactive et Seifert a déclaré avoir une capacité de gain réduite de 30 %, bien que toute relation de causalité entre sa maladie et son emprisonnement après la guerre ait été refusée. Seifert a contesté cela, a accusé les médecins de créer de faux rapports médicaux et s'est plaint dans de longues lettres à diverses autorités au sujet de ses problèmes.
En août 1954, Seifert fut examiné par un agent de santé publique, qui estimait qu'il n'avait pas besoin d'un régime, mais suggéra qu'il pourrait être envoyé dans un sanatorium pour observation. Le médecin a également noté dans son rapport que Seifert était une personne mentalement sournoise sans volonté de se rétablir. Seifert a encore contesté le rapport et a écrit une lettre intitulée "Sozialpolitik - Sozialärzte - Sozialmord"(politique sociale - médecins sociaux - meurtre social), après quoi il a été examiné par un spécialiste médical pour la neurologie et la psychiatrie, qui a noté le comportement bizarre de Seifert, son train dispersé de la pensée, et son sourire constant dans des situations inappropriées. Il a également noté que Seifert nourrissait des pensées paranoïaques à propos de ses médecins et montrait un comportement fanatique particulier, concluant qu'il était schizophrène paranoïaque, mais comme il ne présentait aucun comportement violent ou dangereux, le médecin jugea inutile de l'hospitaliser dans un hôpital psychiatrique.
A cette époque, Seifert a révélé à son frère qu'il avait un plan pour kidnapper les jeunes filles, pour les utiliser quand il le voulait. Selon la déclaration de son frère, Seifert avait l'intention d'embusquer les filles sur les routes de campagne, de les étourdir puis de les ramener à la maison sur sa remorque pour les séquestrer dans une cave dont il avait déjà fait des croquis.
Le 7 octobre 1955, Seifert épousa Renata Urszula qui tomba malade à la suite d'une embolie prématurée le 11 février 1961. Tenant les médecins responsables de la mort de sa femme, il rédigea une lettre de 120 pages intitulée «Muttermord - Einzelschicksal und Analyze eines Systems "(Matricide - Destin individuel et analyse d'un système), et envoyé aux agences, aux médecins et aux fabricants de produits pharmaceutiques. Là, il a essayé de prouver que le traitement de l'embolie de sa femme était mal fait, a appelé la société un système criminel et a assimilé les médecins aux meurtriers, en écrivant:
 « Le médecin est le plus grand meurtrier de masse des pauvres dans l'histoire de l'humanité (...) Que faire ? Appel à leur «conscience» - inutile, quiconque fait quelque chose comme ça n'a pas de conscience. La science susmentionnée compte-t-elle devant un tribunal ? Non, ainsi commence la justice vigilante, la terreur de la société médicale dans le chaos pluraliste de la criminalité. Mais la terreur ne peut être extirpée que par la contre-terreur, et quiconque me refuse la protection de la loi, force le bâton dans ma main ».

## Les armes
Seifert avait fabriqué toutes ses armes environ deux mois avant l'attaque. La lance a été faite à partir d'un manche à balai et d'un grattoir triangulaire, alors qu'il a utilisé un support de pompe pour créer la massue. Son lance-flammes a été fabriqué à partir d'un pulvérisateur d'insecticide avec un grillage fixé à la buse, et rempli d'un mélange d'huile à moteur et de diluant à peinture.

## Après les événements
- Les deux enseignants qui sont morts ont eu des écoles nommées en leur honneur.
- Anna Langohr, l'une des enseignantes survivantes, a reçu la Croix de la Médaille du pape Paul VI ainsi que la Médaille du Mérite (« Verdienstmedaille »), la classe la plus basse de l'Ordre du Mérite de la République fédérale d'Allemagne, et la "Rettungsmedaille de l'État de Rhénanie-du-Nord-Westphalie", une médaille de sauvetage présentée à ceux qui ont risqué leur vie pour sauver la vie d'une autre personne. Après sa mort en 1990, à l'âge de 93 ans, une école primaire d'une banlieue voisine porte son nom.